# مايك كارتر
مايك كارتر (بالإنجليزية: Mike Carter)‏ هو محامي وسياسي أمريكي، ولد في 16 أكتوبر 1953. حزبياً، نشط في الحزب الجمهوري. وقد انتخب عضو مجلس نواب تينيسي.

## وصلات خارجية
- الموقع الرسمي